# 软叶紫菀木
软叶紫菀木（学名：Asterothamnus molliusculus）为菊科紫菀木属下的一个种。

## 扩展阅读
維基物種上的相關：软叶紫菀木